# Kārlis Ašmanis
Kārlis Ašmanis (Riga, 6 dicembre 1898 – Riga, 29 novembre 1962) è stato un calciatore lettone, di ruolo difensore.

## Carriera

### Club
Nel periodo in cui ha giocato in nazionale militava prima nel JKS Rīga e in seguito nell'RFK Riga.

### Nazionale
Ha preso parte alla prima storica partita della sua nazionale disputata il 24 settembre 1922 contro l'Estonia.
Ha inoltre preso parte ai giochi olimpici di Parigi 1924.
In totale ha disputato 7 incontri con la sua nazionale, senza mettere a segno reti.

## Statistiche

### Cronologia presenze e reti in nazionale
| Cronologia completa delle presenze e delle reti in nazionale ― Lettonia | Cronologia completa delle presenze e delle reti in nazionale ― Lettonia | Cronologia completa delle presenze e delle reti in nazionale ― Lettonia | Cronologia completa delle presenze e delle reti in nazionale ― Lettonia | Cronologia completa delle presenze e delle reti in nazionale ― Lettonia | Cronologia completa delle presenze e delle reti in nazionale ― Lettonia | Cronologia completa delle presenze e delle reti in nazionale ― Lettonia | Cronologia completa delle presenze e delle reti in nazionale ― Lettonia |
| Data                                                                    | Città                                                                   | In casa                                                                 | Risultato                                                               | Ospiti                                                                  | Competizione                                                            | Reti                                                                    | Note                                                                    |
| ----------------------------------------------------------------------- | ----------------------------------------------------------------------- | ----------------------------------------------------------------------- | ----------------------------------------------------------------------- | ----------------------------------------------------------------------- | ----------------------------------------------------------------------- | ----------------------------------------------------------------------- | ----------------------------------------------------------------------- |
| 24-9-1922                                                               | Riga                                                                    | Lettonia                                                                | 1 – 1                                                                   | Estonia                                                                 | Amichevole                                                              | -                                                                       |                                                                         |
| 24-7-1923                                                               | Tallinn                                                                 | Estonia                                                                 | 1 – 1                                                                   | Lettonia                                                                | Amichevole                                                              | -                                                                       |                                                                         |
| 27-5-1924                                                               | Saint-Ouen                                                              | Francia                                                                 | 7 – 0                                                                   | Lettonia                                                                | Olimpiadi 1924 - Preliminare                                            | -                                                                       |                                                                         |
| 22-6-1924                                                               | Riga                                                                    | Lettonia                                                                | 1 – 3                                                                   | Turchia                                                                 | Amichevole                                                              | -                                                                       |                                                                         |
| 14-8-1924                                                               | Riga                                                                    | Lettonia                                                                | 0 – 2                                                                   | Finlandia                                                               | Amichevole                                                              | -                                                                       |                                                                         |
| 16-8-1924                                                               | Kaunas                                                                  | Lituania                                                                | 2 – 4                                                                   | Lettonia                                                                | Amichevole                                                              | -                                                                       |                                                                         |
| 18-10-1924                                                              | Riga                                                                    | Lettonia                                                                | 2 – 0                                                                   | Estonia                                                                 | Amichevole                                                              | -                                                                       |                                                                         |
| Totale                                                                  |                                                                         | Presenze                                                                | 7                                                                       |                                                                         | Reti                                                                    | 0                                                                       |                                                                         |